# Dunhill Links Championship
Le Dunhill Link Championship est un tournoi professionnel de golf du Tour européen PGA.

## Histoire
Le tournoi a été créé en 2001. Il prenait la place de la Alfred Dunhill Cup, compétition disputée par équipe de trois golfeurs. Or cette compétition, devant l'importance grandissante de la Coupe du monde de golf, était devenue une compétition peu prisée.
Afin d'améliorer la notoriété et l'intérêt de l’événement, le tournoi se double d'un tournoi Pro-Am où des personnalités sont invitées ; parmi celles-ci ont figuré notamment Nigel Mansell, Ian Botham, Gary Lineker, Boris Becker, Michael Douglas, Samuel L. Jackson, Michael Vaughan, Hugh Grant,ou Jamie Dornan.

## Particularités
Avant la mise en place des Rolex Series en 2017 le tournoi figurait parmi les plus richement dotés du tour européen et après cette date il conserve une dotation qui le range au-delà des prize-money moyens de la plupart des tournois du tour.
Par ailleurs, outre son côté pro-am le tournoi se distingue également par sa formule originale. Au cours des trois premiers jours du tournoi les joueurs jouent en alternance sur trois links différents, à savoir le Old Course à St Andrews, le Carnoustie Golf Links et le Kingsbarns Golf Links. Après le cut qui sélectionne les soixante meilleurs joueurs professionnels et les vingt meilleures paires professionnels-amateurs, quel que soit le classement individuel des joueurs professionnels qui les composent, le dernier jour se joue toujours sur le parcours du Old Course.

## Palmarès
| Année                                                       | Vainqueur                  | Nationalité                | Score                      | Écart                      | Vainqueur du Pro-Am                  |
| Dunhill Links Championship                                  | Dunhill Links Championship | Dunhill Links Championship | Dunhill Links Championship | Dunhill Links Championship | Dunhill Links Championship           |
| ----------------------------------------------------------- | -------------------------- | -------------------------- | -------------------------- | -------------------------- | ------------------------------------ |
| 2001                                                        | Paul Lawrie                | Écosse                     | 270 (−18)                  | 1 coup                     | Brett Rumford & Chris Peacock        |
| 2002                                                        | Pádraig Harrington         | Irlande                    | 269 (−19)                  | Playoffs                   | Pádraig Harrington & J. P. McManus   |
| 2003                                                        | Lee Westwood               | Angleterre                 | 267 (−21)                  | 1 coup                     | Sam Torrance & Daniel Torrance       |
| 2004                                                        | Stephen Gallacher          | Écosse                     | 269 (−19)                  | Playoffs                   | Fred Couples & Craig Heatley         |
| 2005                                                        | Colin Montgomerie          | Écosse                     | 279 (−9)                   | 1 coup                     | Henrik Stenson & Rurik Gobel         |
| Alfred Dunhill Links Championship                           |                            |                            |                            |                            |                                      |
| 2006                                                        | Pádraig Harrington         | Irlande                    | 271 (−16)                  | 5 coups                    | Pádraig Harrington & J. P. McManus   |
| 2007                                                        | Nick Dougherty             | Angleterre                 | 270 (−18)                  | 2 coups                    | Scott Strange & Robert Coe           |
| 2008                                                        | Robert Karlsson            | Suède                      | 278 (−10)                  | Playoffs                   | John Bickerton & Bruce Watson        |
| 2009                                                        | Simon Dyson                | Angleterre                 | 268 (−20)                  | 3 coups                    | Søren Hansen & Kieran McManus        |
| 2010                                                        | Martin Kaymer              | Allemagne                  | 271 (−17)                  | 3 coups                    | Robert Karlsson & Dermot Desmond     |
| 2011                                                        | Michael Hoey               | Irlande du Nord            | 266 (−22)                  | 2 coups                    | Nick Dougherty & Chris Evans         |
| 2012                                                        | Branden Grace              | Afrique du Sud             | 266 (−22)                  | 2 coups                    | Alexander Norén & Ernesto Bertarelli |
| 2013                                                        | David Howell               | Angleterre                 | 265 (−23)                  | Playoffs                   | Thomas Levet & David Sayer           |
| 2014                                                        | Oliver Wilson              | Angleterre                 | 265 (−23)                  | 1 coup                     | Peter Lawrie & Kieran McManus        |
| 2015                                                        | Thorbjorn Olesen           | Danemark                   | 270 (−18)                  | 2 coups                    | Florian Fritsh & Michael Ballack     |
| 2016                                                        | Tyrrell Hatton             | Angleterre                 | 265 (−23)                  | 4 coups                    | Danny Willett & Jonathan Smart       |
| 2017                                                        | Tyrrell Hatton             | Angleterre                 | 264 (−24)                  | 3 coups                    | Jamie Donaldson & Kieran McManus     |
| 2018                                                        | Lucas Bjerregaard          | Danemark                   | 273 (−15)                  | 1 coup                     | Li Haotong & Allen Zhang             |
| 2019                                                        | Victor Perez               | France                     | 266 (−22)                  | 1 coup                     | Tommy Fleetwood & Ogden Phipps       |
| 2020 — Édition annulée en raison de la pandémie de Covid-19 |                            |                            |                            |                            |                                      |
| 2021                                                        | Danny Willett              | Angleterre                 | 270 (−18)                  | 2 coups                    | Michael Hoey & Maeve Danaher         |
| 2022                                                        | Ryan Fox                   | Nouvelle-Zélande           | 273 (−15)                  | 1 coup                     | Callum Shinkwin & Alex Acquavella    |
| 2023                                                        | Matt Fitzpatrick           | Angleterre                 | 197 (−19)                  | 3 coups                    | Matt Fitzpatrick & Susan Fitzpatrick |
| 2024                                                        | Tyrrell Hatton             | Angleterre                 | 264 (−24)                  | 1 coup                     | Thorbjørn Olesen & Dermot Desmond    |